# Капела Дудварски
Капела Дудварски у Ади саграђена је 1892. године и представља споменик културе. Налази се на православном гробљу, у Гробљанској улици бб. Посвећена је „Преносу моштију светог оца Николаја“.

## Историјат капеле
Једна од најстаријих породица које су населиле подручје Аде за време Велике сеобе Срба под Арсенијем Чарнојевићем, била је и породица Дудварски. Ова породица је добила племићку титулу 1751. године. Почетком 19. века, породица Дудварски била је најбогатија у крају. Брачни пар Петар и Пољка Дудварски обратио се Црквено-школској општини молећи да им се дозволи градња капеле од тврдог материјала на православном гробљу. Као ктитори преузели су све обавезе око градње и обавезали су се да ће путем фонда обезбедити и новац за одржавање капеле.

## Изглед капеле
Капела је једнобродна, мања црквена грађевина, рађена у стилу неокласицизма. Источна страна је заобљена, док се на западној страни уздиже звоник. Зидно платно нема декорацију. Једина декорација је на фасади, у виду пиластра са полукапителима. На јужној и северној фасади налазе се два лучно засведена прозора. Улаз у капелу смештен је у ризалит, са јужне стране. Врата су железна. Поред улаза, у фасадном платну налази се надгробни споменик Петру и Пољки Дудварски. Иконостас у унутрашњости осликан је на самом крају 19. века, техником уље на платну, али сликар иконостаса није познат.